# Майкъл Емерсън
Майкъл Емерсън (на английски: Michael Emerson) е американски актьор. Известен е с ролите си в телевизионните сериали „Изгубени“, „Адвокатите“ и „Досиетата Х“, както и във филмите „Неверен“ и „Легендата за Зоро“. Емерсън взима участие в редица театрални постановки, сред които „Отело“, „Хамлет“ и „Амадеус“. През 2001 г. той печели награда „Еми“ в категорията „Най-добър гостуващ актьор“ в драматичен сериал за ролята си „Адвокатите“.

## Филмография

### Филми
- „Легендата за Зоро“, 2005 г.
- „Убийствен пъзел“, 2004 г.
- „Изневяра“, 2002 г.

### Телевизия
- „Под наблюдение“, Person of Interest 2011 г.
- „Изгубени“, 2004 – 2010 г.
- „Закон и ред: Специални разследвания“, 2004 г.
- „Безследно изчезнали“, 2003 г.
- „Досиетата Х“, 2002 г.
- „Закон и ред: Престъпни намерения“, 2001 г.
- „Адвокатите“, 2000 – 2001 г.